# 張問之
張問之（1495年—？年），字子審，直隶河间府沧州庆云县人，民籍。

## 生平
治《詩經》，行三，嘉靖元年（1522年）順天府鄉試第九十八名舉人，年二十九歲中式嘉靖二年（1523年）癸未科會試第二百十六名，第三甲第二百十六名進士。初授行人，转司副。尝上疏议章圣皇太后尊号，见《明伦大典》。历工部员外，迁郎中，奉命督造苏州府花砖工料。后督建九庙，皆有懋绩。嘉靖十五年七月升湖广布政使司左参议，在任三载，转四川按察司副使、整饬威茂兵备道。

## 家族
曾祖张仲礼。祖父张荣。父张琮，省祭官。母徐氏。慈侍下。兄相、学之。